# Дайер, Кирон
Ки́рон Ко́ртни Да́йер (англ. Kieron Courtney Dyer; 29 декабря 1978, Ипсуич) — английский футболист, атакующий полузащитник. Выступал за сборную Англии, участник чемпионата мира 2002 и Евро-2004.

## Карьера

### Клубная
Воспитанник клуба «Ипсвич Таун», в нём же начал и профессиональную карьеру в 1996 году. Затем с 1999 по 2007 года играл за «Ньюкасл Юнайтед».
В июле 2011 года перешёл в «Куинз Парк Рейнджерс». 5 января 2013 года Кирон забил свой единственный мяч за «КПР» в матче Кубка Англии против «Вест Бромвича». 8 января «Куинз Парк Рейнджерс» объявил о расставании с футболистом.
31 января Кирон подписал краткосрочный контракт до конца сезона с «Мидлсбро». Инициатором перехода был главный тренер «Боро» Тони Моубрей, вместе с которым Дайер в начале своей карьеры играл в «Ипсвиче». 2 марта 2013 года Кирон забил первый мяч в составе «речников» в матче против «Кардифф Сити». 20 апреля в игре с «Болтон Уондерерс» Дайер провёл свой второй мяч за «Мидлсбро».
31 июля 2013 года объявил о завершении футбольной карьеры, мотивировав это желанием больше времени проводить с семьёй.

### В сборной
Дайер провёл 33 игры за первую сборную Англии и был в составе сборной на чемпионате мира 2002 и Евро-2004.